# Liste der Monuments historiques in Fontenay-Trésigny
Die Liste der Monuments historiques in Fontenay-Trésigny führt die Monuments historiques in der französischen Gemeinde Fontenay-Trésigny auf.

## Liste der Bauwerke
| Bezeichnung                     | Beschreibung                                     | Standort                    | Kennzeichnung | Schutzstatus   | Datum     | Bild           |
| ------------------------------- | ------------------------------------------------ | --------------------------- | ------------- | -------------- | --------- | -------------- |
| Schloss des Herzogs von Épernon | Erbaut in der ersten Hälfte des 18. Jahrhunderts | 1, rue Jehan-de-Brie (Lage) | PA00087006    | Classé Inscrit | 1963 1991 | weitere Bilder |
| Burg Le Vivier                  | Erbaut im 13./14. Jahrhundert                    | (Lage)                      | PA00087348    | Classé         | 1996      | weitere Bilder |
| Kirche St-Martin                | Erbaut im 14./15. Jahrhundert                    | (Lage)                      | PA00087349    | Inscrit        | 1991      | weitere Bilder |
| Fontaine Morin                  | Erbaut im 16. Jahrhundert                        | (Lage)                      | PA00087350    | Inscrit        | 1991      | weitere Bilder |

## Liste der Objekte
Zum Verständnis siehe: Kirchenausstattung
- Monuments historiques (Objekte) in Fontenay-Trésigny in der Base Palissy des französischen Kultusministeriums